# The Myth Makers
The Myth Makers é o segundo serial da terceira temporada clássica da série de ficção científica britânica Doctor Who, que foi transmitido originalmente na BBC1 em quatro partes semanais entre 16 de outubro e 6 de novembro de 1965. Foi escrito por Donald Cotton e dirigido por Michael Leeston-Smith. A história se passa na Troia antiga e baseia-se na Ilíada de Homero. Esta também é a última aparição de Maureen O'Brien como Vicki e introduz Adrienne Hill como Katarina, a nova acompanhante do Primeiro Doutor.
Devido a BBC não ter uma política de preservação de imagens até meados dos anos 1970, todos os episódios deste serial foram apagados dos arquivos da emissora. Apesar de ainda existirem gravações de áudio e fotografias da história, nenhum arquivo em vídeo é conhecido por ter sobrevivido.

## Enredo
O exército grego sitia a cidade murada de Troia por dez anos. A TARDIS se materializa fora da cidade, distraindo o troiano Heitor, filho do rei Príamo. O guerreiro grego Aquiles se aproveita e o mata. Quando o Primeiro Doutor sai da TARDIS, Aquiles acredita que ele é Zeus disfarçado e o leva ao acampamento grego junto com o guerreiro Ulisses. No campo, o líder grego Agamenon insiste que o Doutor os ajude a combater os troianos, embora Ulisses acredite que ele é um espião de Troia.
Enquanto isso, os acompanhantes do Doutor Vicki e Steven permaneceram na TARDIS. Como Vicki está com o tornozelo machucado, Steven vai sozinho tentar encontrar o Doutor. Ulisses pega Steven e o leva para o acampamento grego. Fingindo ser Zeus, o Doutor convence os gregos a poupar Steven até a manhã seguinte e eles aprendem que a TARDIS desapareceu.
A TARDIS foi levada para Troia por outro filho do rei Príamo, Páris, e é apresentada como um prêmio a seu pai. A filha de Príamo, a profeta Cassandra, denuncia a TARDIS como perigosa - ela sonhou que os gregos deixarão um presente na planície que conterá soldados para atacar os troianos. Ela exige que a TARDIS seja queimada. Uma pira é construída, mas antes que o fogo acenda, Vicki emerge da TARDIS, o que é tomado como um sinal dos deuses. Ela é renomeada como "Créssida" e foi tornada uma favorita da corte. Isso enfurece Cassandra, que acredita que Vicki é um profeta rival, embora sua criada Katarina a defenda.
Príamo envia Páris para vingar seu irmão Heitor. Páris pede que seu rival Aquiles se apresente, mas Steven convence os gregos a enviá-lo em armadura grega, na esperança de ser prisioneiro para que ele possa procurar por Vicki. Adotando a identidade "Diomedes", Steven batalha contra Páris e seu ardil funciona. Quando ele chega, no entanto, Vicki o cumprimenta com seu nome real, o que Cassandra vê como um sinal de que ambos são espiões. Steven e Vicki são levados para a prisão. O filho mais novo de Príamo, Troilo, visita Vicki. Ela o convence a tentar libertá-los, e fica claro que os dois estão apaixonados.
O Doutor propõe a Ulisses um grande ardil: os gregos fingem partir, deixando um cavalo de madeira do lado de fora de Troia como um tributo e reconhecimento da derrota, esperando que os troianos o levem para dentro da cidade sem perceber que ele está oco e cheios de soldados gregos. Agamenon aprova, mas apenas se o Doutor esteja entre os que estarão dentro do cavalo. O cavalo é avistado pelos troianos, que se alegram com o aparente recuo do exército grego. Príamo libera Vicki. Páris traz o cavalo para a cidade. Vicki liberta Steven, que a convence a falar para Troilo para deixar Troia. Ela diz a Troilo que Diomedes escapou. Troilo deixa Troia para procurá-lo, mas encontra Aquiles, a quem ele mata para vingar Heitor.
Ao anoitecer, os gregos e o Doutor deixam o cavalo e abrem os portões da cidade. O exército grego entra e começa a queda de Troia. Enquanto a luta cresce, o Doutor foge de Ulisses e encontra Vicki. Príamo e Páris são mortos e Cassandra é presa. Katarina encontra Steven gravemente ferido e o ajuda a retornar à TARDIS. Vicki deixa o Doutor, ansiosa para encontrar Troilo; fora da cidade condenada, eles declaram seu amor um pelo outro e fogem.
Ulisses ameaça o Doutor, que é capaz de desmaterializar a TARDIS com Steven e Katarina a bordo. Katarina acredita que ela morreu e o Doutor a está levando na jornada após a morte. Steven está delirando por causa de sua ferida e o Doutor acredita que deve pousar em algum lugar para cuidar dele.

## Produção
| Episódio | Título                         | Duração | Exibição original     | Audiência no Reino Unido (milhões) | Arquivo                                   |
| -------- | ------------------------------ | ------- | --------------------- | ---------------------------------- | ----------------------------------------- |
| 1        | "Temple of Secrets"†           | 24:45   | 16 de outubro de 1965 | 8,3                                | Existem apenas fotogramas e/ou fragmentos |
| 2        | "Small Prophet, Quick Return"† | 24:43   | 23 de outubro de 1965 | 8,1                                | Existem apenas fotogramas e/ou fragmentos |
| 3        | "Death of a Spy"†              | 25:39   | 30 de outubro de 1965 | 8,7                                | Existem apenas fotogramas e/ou fragmentos |
| 4        | "Horse of Destruction"†        | 24:25   | 6 de novembro de 1965 | 8,3                                | Existem apenas fotogramas e/ou fragmentos |

↑†  Episódio está perdido.
Esta foi a primeira história produzida pelo novo produtor da série, John Wiles, que substituiu a produtora original, Verity Lambert. Originalmente, os títulos de todos os episódios foram destinados por Dennis Spooner para serem trocadilhos (como foi o do segundo episódio), incluindo: "Zeus Ex Machina" e "Is There A Doctor In The Horse". Esses títulos foram vetados pela BBC, mas o título do episódio 2 foi permitido apenas por insistência do editor de roteiro Donald Tosh. Vários capítulos da romantização têm títulos baseados nesses trocadilhos.
Donald Cotton desenvolveu material para seus roteiros usando seu amplo conhecimento de literatura clássica e medieval, incluindo os épicos de Homero, as peças de Ésquilo e Eurípides, a Eneida de Virgílio e Troilo e Créssida de Geoffrey Chaucer.
William Hartnell sofreu um luto enquanto trabalhava na história: a morte de sua tia Bessie, que cuidara dele durante sua infância conturbada. Os horários apertados de gravação impediram Hartnell de tirar uma folga para ir ao seu funeral. Isso fez com que ele ficasse de mau humor durante a produção, recusando-se a falar com os atores Max Adrian ou Francis de Wolff e dizendo que o diretor Michael Leeston-Smith era um "tolo".

## Lançamentos comerciais

### Impressão
Um romance deste serial, escrito por Donald Cotton, foi publicado pela Target Books em abril de 1985. Há diferenças significativas entre o livro e a história televisionada; o romance é narrado por Homero, que também tem o papel do servo mudo Ciclope do episódio. O final de Steven sendo ferido também não foi usado. Uma leitura completa do livro pelo ator Stephen Thorne foi lançada em CD em abril de 2008 pela BBC Audiobooks.

### Home media
As trilhas sonoras de The Myth Makers existem e foram lançadas em CD com narração de ligação fornecida por Peter Purves. Os únicos clipes existentes - onze curtas gravações de filmes de 8 mm feitas por fãs no exterior - foram disponibilizados no DVD Lost in Time. Uma reconstrução completa foi criada os trechos salvos, imagens de divulgação e a trilha sonora completa.